# Beata Prei
Beata Prei (Więcbork, 16 de septiembre de 1977) es una deportista polaca que compitió en halterofilia.
Ganó tres medallas de bronce en el Campeonato Europeo de Halterofilia entre los años 1998 y 2000. Participó en los Juegos Olímpicos de Sídney 2000, ocupando el octavo lugar en la categoría de 69 kg.

## Palmarés internacional
| Campeonato Europeo | Campeonato Europeo | Campeonato Europeo | Campeonato Europeo |
| Año                | Lugar              | Medalla            | Categoría          |
| ------------------ | ------------------ | ------------------ | ------------------ |
| 1998               | Riesa (Alemania)   | Medalla de bronce  | 69 kg              |
| 1999               | La Coruña (España) | Medalla de bronce  | 69 kg              |
| 2000               | Sofía (Bulgaria)   | Medalla de bronce  | 75 kg              |